# Rufrancos
Rufrancos es una localidad del municipio burgalés de Valle de Tobalina, en la comunidad autónoma de Castilla y León (España). 

## Localidades limítrofes
Confina con las siguientes localidades:
- Al sureste con La Prada.
- Al suroeste con Santa Coloma.
- Al oeste con Extramiana.
- Al noroeste con Quintanilla-Montecabezas.

## Demografía
Evolución de la población
| Gráfica de evolución demográfica de Rufrancos entre 2000 y 2017    |
|                                                                    |
| Población de derecho (2000-2017) según el padrón municipal del INE |

## Historia
Así se describe a Rufrancos en el tomo del Diccionario geográfico-estadístico-histórico de España y sus posesiones de Ultramar, obra impulsada por Pascual Madoz a mediados del siglo XIX:

Lugar en la provincia, diócesis, audiencia territorial y capitanía general de Burgos (14 leguas), partido judicial de Villarcayo (6), y ayuntamiento titulado del Valle de Tobalina (1); Situado en una pendiente; su clima es frío y reina principalmente el viento N. Tiene 20 casas y una iglesia parroquial (San Andrés) aneja de la de la Prada. Confina el término N valle de Balderejo (provincia de Álava); E y S Estramiana, y O dicho la Prada. Su terreno es arcilloso y le atraviesa un arroyo que lleva el mismo nombre del pueblo; a la parte N se encuentran montes poblados de hayas, encinas, robles y enebros. Los caminos son de comunicación para los pueblos inmediatos y se hallan en mediano estado. Correos: se reciben de la estafeta de Frías. Producciones: cereales y algunas frutas; cría ganado lanar churro, y caza de perdices, palomas y codornices en abundancia. Industria: la agrícola y un molino harinero que muele únicamente en invierno. Población: 20 vecinos, 90 almas. Capital productivo: 122.200 reales. Imponible: 11.873.
Diccionario geográfico-estadístico-histórico de España y sus posesiones de Ultramar